# 达历山德罗
达历山德罗（英語：/）是一个意大利姓氏，著名人物包括：
- 安德列斯·达历山德罗，阿根廷足球运动员
- 南希·佩洛西，美国政治人物，本姓达历山德罗

|  | 本页或本分段罗列了姓氏为「达历山德罗」的人物。 如果是一个指代特定个人的内链将您引导到本页，請考慮修正該人物的名字以將链接指向正確的條目。 |